# Instytut Archeologii Uniwersytetu Jagiellońskiego
Instytut Archeologii Uniwersytetu Jagiellońskiego – jednostka dydaktyczno-naukowa należąca do struktur Wydziału Historycznego UJ.

## Historia

### Dzieje jednostki
Początki archeologii w Uniwersytecie Jagiellońskim sięgają roku 1863. Wygłoszono wtedy pierwszy wykład o tematyce archeologicznej. W 1874 założono pierwszą stałą Katedrę archeologii na UJ. W międzyczasie rozpoczęto tworzenie na uczelni Gabinetu Archeologicznego, będącego zalążkiem zbiorów późniejszego Instytutu.
W 1897 roku powstała w Uniwersytecie Jagiellońskim Katedra Archeologii Klasycznej. W 1919 roku  powstaje Zakład Archeologii Przedhistorycznej.
W czasie wojny ciągłość nauczania archeologii na Uniwersytecie została przerwana. W 1945 powrócono jednak do wykładania. W 1971 r. z połączenia poszczególnych Katedr powstaje dzisiejszy Instytut Archeologii.

### Dyrektorzy Instytutu
- 1971–1972 Rudolf Jamka
- 1972–1976 Janusz Krzysztof Kozłowski
- 1976–1990 Kazimierz Godłowski
- 1990–1996 Janusz A. Ostrowski
- 1996–2008 Jan Chochorowski

## Władze[1]
| Stanowisko                   | Imię i nazwisko                   |
| ---------------------------- | --------------------------------- |
| Dyrektor                     | prof. dr hab. Paweł Valde-Nowak   |
| Zastępca ds. studenckich     | dr hab. Jarosław Bodzek           |
| Przewodniczący Rady Naukowej | prof. dr hab. Krzysztof Cialowicz |

## Struktura organizacyjna
| Zakład                                                | Kierownik                             |
| ----------------------------------------------------- | ------------------------------------- |
| Zakład Archeologii Epoki Kamienia                     | prof. dr hab. Paweł Valde-Nowak       |
| Zakład Archeologii Epoki Brązu                        | prof. dr hab. Jan Chochorowski        |
| Zakład Archeologii Epoki Żelaza                       | prof. dr hab. Renata Madyda-Legutko   |
| Zakład Archeologii Średniowiecza i Czasów Nowożytnych | prof. Jacek Poleski                   |
| Zakład Archeologii Egiptu i Bliskiego Wschodu         | prof. dr hab. Krzysztof Ciałowicz     |
| Zakład Archeologii Klasycznej                         | prof. dr hab. Ewdoksia Papuci-Władyka |
| Zakład Archeologii Nowego Świata                      | dr hab. Jarosław Źrałka               |

## Działalność naukowa
Pracownicy Instytutu Archeologii UJ w ostatnich latach prowadzili prace badawcze m.in. w Egipcie, na Ukrainie, w Rosji, w Izraelu i na Słowacji.
Wydawane są następujące czasopisma:
- "Studies in Ancient Art and Civilization"
- "Recherches Archéologiques Nouvelle Serie"
- "Contributions in New World Archaeology"
- "Eurasian Prehistory"

Przy Instytucie działa Koło Naukowe Studentów Archeologii.